# سارمساقلو
سارمساقلو (بالفارسية: سارمساقلو) هي قرية تقع في أذربيجان الغربية في إيران. يقدر عدد سكانها بـ 85 نسمة .